# Estación Dorila
Dorila es una estación ferroviaria ubicada en la localidad de Dorila, departamento Maracó, Provincia de La Pampa, Argentina.

## Ubicación
La estación se encuentra a 14 km de la localidad de General Pico.

## Servicios
No presta servicios de pasajeros.
Sus vías están concesionadas a la empresa de cargas Ferroexpreso Pampeano